# Leopold Trepper
Pour les articles homonymes, voir Trepper.
Leopold Zakharovitch Trepper, né le 23 février 1904 à Nowy Targ, en Pologne (à l'époque Autriche-Hongrie), et mort le 19 janvier 1982 à Jérusalem, alias Leiba Domb, « Jean Gilbert » et « Le Grand Chef », est un organisateur politique polonais et un espion soviétique lié à l'un des réseaux connus sous le nom d'Orchestre rouge.
Plusieurs historiens mettent en doute le fait que Trepper et son réseau qu'il avait fondé aient fourni une quelconque information stratégique à l'Union soviétique et l'accusent d'avoir été un « imposteur » ayant livré de lui-même aux nazis une grande partie de son réseau après son arrestation.

## Biographie
Il naît le 23 février 1904 à Nowy Targ, en Galicie (à l’époque en Autriche-Hongrie), dans une famille juive polonaise. Au décès de son père, en 1917, la famille reste sans le sou, alors que le traité de Versailles place la Galicie dans le territoire polonais naissant. Dès sa jeunesse, il milite dans l’organisation de gauche de la jeunesse juive, favorable au sionisme :  Hachomer Hatzaïr.
En 1920, il accède à la direction centrale du mouvement. Il quitte la même année le lycée où il était scolarisé et devient apprenti chez un horloger. En 1921, sa famille s’installe à Dombrowa en Silésie, où il découvre la condition ouvrière. En 1923, il est l’un des meneurs de la grève générale de Cracovie[réf. nécessaire], contre laquelle le gouvernement polonais fait donner, pour la réprimer, ses régiments de cavalerie. Il est contraint de se cacher puis est emprisonné avant de quitter le pays.
En 1924, avec une dizaine de membres d'Hashomer Hatzaïr, Trepper part en Palestine, alors terre sous mandat britannique depuis 1922 par décision de la Société des Nations. En 1925, il adhère au jeune Parti communiste palestinien, fondé en 1923 à partir de deux partis communistes, l'un juif et l'autre arabe, créés en 1920 et 1921. Son objectif est d’unir l’action des Juifs et des Arabes contre les occupants britanniques. En 1928, après avoir été arrêté par la police britannique, il passe en jugement, est enfermé à la prison de Saint-Jean-d'Acre et, à l'issue de son emprisonnement, est expulsé par les Britanniques. Libéré, il se rend alors en Union Soviétique, où il est recruté par la direction générale du renseignement de l'Armée rouge, le GRU. Il est ensuite envoyé en France, où il prend contact avec le Parti communiste français. À Paris, il exerce divers métiers. Il crée un hebdomadaire en langue yiddish : Die Morgen.
En 1937, Trepper est un des agents placés sous l'autorité personnelle du directeur du GRU, Ian Berzine. Avec Anatoli Gourevitch, autre espion soviétique, il met en place à partir de 1938 un réseau d’information entre la Belgique et la France, appuyé par quelques-uns de leurs camarades ayant participé à ses activités en Palestine britannique, notamment Hillel Katz. Ils appliquent l'idée de Berzine : fonder une entreprise commerciale avec une façade hautement respectable et des clients allemands (souvent institutionnels) qui servent de caution morale et fournissent de plus l'occasion (et les modes de transport) de déplacements professionnels ; par ailleurs, les profits commerciaux donnent une indépendance financière aux espions, les aident à maintenir un train de vie qui éloigne les soupçons et subviennent aux besoins du réseau. Cette entreprise est « Le Roi du caoutchouc », société sise rue Royale à Bruxelles, qui développe un commerce d'imperméables en liaison avec la Suède. Après l'occupation par les Allemands de la Belgique en mai 1940, Trepper lancera même des affaires avec l'armée allemande, tandis que le siège clandestin de son réseau, rue des Atrébates à Bruxelles, centralise tout renseignement sur l'activité politique et militaire de l'Allemagne à partir d'informations collectées jusqu'à Berlin, mais aussi à travers l'Europe occupée. Toutes ces informations sont envoyées à Moscou par radio (non en phonie), en langage morse codé.
Les Allemands, qui en connaissent l'existence sans pouvoir en découvrir le siège, donnent au réseau le surnom de « Rote Kapelle » (en français, Orchestre rouge) par référence au « concert » d'émissions radios clandestines alimentant Moscou en informations qu'ils entendent chaque nuit, mais dans des conditions qui en rendent le repérage difficile et dans un code qu'ils ne parviennent pas à percer ; les émetteurs sont appelés « boîtes à musique » et les opérateurs « pianistes ».
L'Orchestre rouge désigne à la fois les réseaux berlinois dirigés par Harro Schulze-Boysen et Arvid Harnack et le réseau franco-belge de Trepper (secondé par un autre officier du GRU : Anatoli Gourevitch).
Quelques mois avant l'opération Barbarossa de juin 1941, Trepper parvient à envoyer des informations précises à Moscou sur la date de l'attaque. D'autres espions soviétiques, comme Richard Sorge et Alexandre Radó, ont, eux aussi, délivré la même information, mais Staline croit à une intoxication de la propagande britannique : il néglige de mettre l'Armée rouge en état d'alerte.
Mais l'« Orchestre rouge » est démantelé fin 1941 et durant l'année 1942 par le service militaire allemand de contre-espionnage, l'Abwehr, qui a su profiter d'une imprudence de Moscou permettant de situer le lieu des émissions dans un quartier de Bruxelles. Pour le professeur d'histoire Guillaume Bourgeois, le démantèlement est davantage lié à une série de bévues commises par Trepper. Un repérage par camion à radiogoniométrie localise la rue des Atrébates à Bruxelles, ce qui permet aux Allemands de réussir un coup de filet en arrêtant plusieurs membres du réseau. Trepper, qui était absent au moment de la descente de la police allemande, survient alors que la maison est gardée par des soldats. Payant d'audace, il se fait passer pour un colporteur avec un talent de simulation tel qu'il est éconduit par une sentinelle[réf. nécessaire]. Mais il sera finalement arrêté le 16 novembre 1942.
Plusieurs témoins, auteurs et historiens affirment que Trepper a livré de lui-même les hommes et les femmes de son réseau à la Gestapo. Selon la version de Trepper, la Gestapo tente d’en faire un agent double, mais il serait parvenu à informer le GRU de ce retournement. En réalité, le Kriminalrat Heinz Pannwitz, également capitaine S.S., avait mis au point un plan d'intoxication de Moscou appelé Funkspiel et basé sur l'ambiguïté de possibles négociations de paix avec tour à tour l'Ouest et l'Est. 
Par la suite, transféré en France, Trepper parvient à s’échapper en octobre 1943. Au cours d'un transfert en voiture à travers Paris, ayant su gagner la confiance de certains Allemands, il obtient de pouvoir s'acheter un médicament dans une pharmacie parisienne, située près de la gare Saint-Lazare ; mais la pharmacie, en plus de l'entrée principale, a un deuxième accès et Trepper parvient à filer[réf. nécessaire]. Il va se cacher dans la « Maison Blanche », maison de retraite de Bourg-la-Reine avec une pseudo-garde-malade, Madame Ray, qui est arrêtée. Mais il parvient encore à fuir grâce à l'aide de deux Belges membres de la Résistance à Paris, Suzanne et Claude Spaak. La directrice de l'établissement, Madame Parrend, et son adjointe, ignorantes des occupations de Trepper, sont déportées en Allemagne. Et Trepper réapparaît dans la résistance intérieure française après la libération de Paris, tandis que Suzanne Spaak, qui s'est réfugiée à Bruxelles, y est arrêtée et est fusillée à Paris, peu avant l'arrivée des troupes alliées. L'amie de cœur que Trepper avait trouvé le temps de conquérir à Bruxelles, Georgie de Winter, est déportée dans plusieurs camps successifs, mais survit pour aller finir ses jours dans le midi de la France. Elle ne reverra jamais Trepper.
La guerre achevée, les autorités soviétiques rappellent Trepper en Russie pour examiner la totalité de ses activités. Il est condamné par les autorités soviétiques pour haute trahison et purge une dizaine d'années d'emprisonnement à la Loubianka. Il évite l'exécution grâce à des amis bien placés, mais reste en prison jusqu'en 1955, deux ans après la mort de Staline.
Libéré, il retourne en Pologne avec son épouse Luba (qu'il avait connue en Palestine entre 1924 et 1928), dont il a trois fils. Il devient dirigeant d'une association culturelle juive. 
En 1954, il rencontre l'historien Gilles Perrault, auquel il donne sa version des événements, lui affirmant avoir berné les Allemands. En 1967, Perrault publie son livre-enquête sur l'Orchestre rouge, qui devient un best-seller et fait connaître Trepper au grand public occidental. Après la guerre des Six Jours et l'aggravation de l’antisémitisme en Pologne, Trepper effectue des démarches afin d'émigrer en Israël. Trois ans après sa demande, le gouvernement polonais accepte de lui donner l'autorisation de se faire soigner à Londres. 
Trepper s'installe avec sa famille au grand complet à Jérusalem en 1974. En 1975, il publie son autobiographie, Le Grand Jeu. Il meurt le 19 janvier 1982 à Jérusalem et est enterré au cimetière situé au Mont de Répits.

## Critiques et révisions historiques
La vie et l'action de Trepper telles que Gilles Perrault et lui-même les ont présentées et popularisées sont fortement mises en doute. En avril 1972, Jean Rochet, directeur du service de renseignement français (DST), met en avant le « comportement des plus suspects de Trepper après son arrestation par l'Abwehr à la fin du mois de novembre 1942 ». Il se fonde sur un rapport de l'Abwehr, le service de renseignement nazi, et cite notamment trois auteurs qui, en 1956, 1962 et 1970, ont accusé Trepper d'avoir trahi ses camarades pour échapper à la torture et à la mort : David J. Dallin, J.R.D. Boucart et Heinz Höhne. Il cite également un entretien avec André Moyen, ancien officier du contre-espionnage belge, paru dans La Libre Belgique du 31 octobre 1972, qui lance des accusations « d'une extrême gravité » contre Trepper. 
Trepper dépose plainte contre Jean Rochet pour diffamation publique en juin 1972. Le Tribunal de grande instance de Paris condamne le 30 novembre 1972 le directeur de la DST à 1 000 francs d'amende et 1 franc de dommages-intérêts. Le 13 juin 1973, la XIe chambre de la Cour d'appel de Paris annule le jugement et se déclare incompétente à statuer sur les actions publiques et civiles. Saisie par Trepper et Rochet, la Cour de cassation renvoie l'affaire au Tribunal de grande instance de Versailles le 7 janvier 1975. Cependant, après le départ de la DST de Jean Rochet et contre son avis, le ministre de l'Intérieur préfère mettre un terme à la polémique par un échange de courriers avec les défenseurs de Trepper en février 1975.
La responsabilité de Trepper est notamment mise en cause dans l'arrestation de Henri Robinson, responsable du service de renseignement de l'Armée rouge (GRU) pour la France depuis les années 30. Celui-ci fut arrêté en décembre 1942, puis torturé par la Gestapo et finalement exécuté en 1944.
Le professeur d'histoire Guillaume Bourgeois, dans son ouvrage consacré à l'Orchestre rouge en 2015, affirme pour sa part que l'Orchestre rouge n'a fourni aucune information capitale concernant l'appareil de guerre allemand et accuse Trepper d'avoir été « un super-menteur, fondamentalement un imposteur qui, par accident, devient un héros alors qu'il ne le méritait pas du tout ». Guillaume Bourgeois affirme que Trepper a livré de lui-même les hommes et les femmes de son réseau notamment Henri Robinson, qu’il n’apprécie que peu. Quand Trepper est arrêté, son double jeu met également en danger le réseau du PCF, qui avait encore des émetteurs non découverts pouvant transmettre des renseignements en Union soviétique, et ses responsables, comme Fernand Pauriol, qui dirige le centre de communication et qui tombe alors dans les mains de la Gestapo.

### Souvenirs et mémoires
- Léopold Trepper, Le grand jeu : Mémoires du chef de l'orchestre rouge, Paris, Albin Michel, 1975, 417 p. (ISBN 978-2-226-00176-4)
- Jean Rochet, 5 ans à la tête de la DST : 1967-1972 La Mission impossible, Paris, Plon, avril 1985, 341 p. (ISBN 2-259-01271-X), L'Affaire Trepper
- Anatoli Gourevitch, Un certain monsieur Kent, Paris, Grasset, 1995, 315 p. (ISBN 2-246-46331-9)
- Jean-Paul Liégeois, « L'espion malgré Staline - Entretien avec Léopold Trepper », L'Unité - L'Hebdomadaire du Parti Socialiste, no 160,‎ 30 mai 1975 (lire en ligne)

### Récit romancé
- Gilles Perrault, L'Orchestre rouge, Paris, Fayard, 1989 (1re éd. 1967), 556 p. (ISBN 978-2-213-02388-5, présentation en ligne)

### Étude historique
- Guillaume Bourgeois, La véritable histoire de l'Orchestre rouge, Paris, Éditions Nouveau Monde, coll. « Le grand jeu », 2015, 581 p. (ISBN 978-2-36942-067-5, présentation en ligne)Réédition : Guillaume Bourgeois, La véritable histoire de l'Orchestre rouge, Paris, Éditions Nouveau Monde, coll. « Chronos », 2017, 581 p., poche (ISBN 978-2-36942-549-6).

## Filmographie
- L'Orchestre rouge, film de Jacques Rouffio, sorti en 1989.
- Émission Apostrophes de Bernard Pivot du 23 mai 1975, avec Léopold Trepper, Dusko Popov, Roger Gheysens, Gilles Lapouge : les espions (Visualiser sur le site de l'INA)